# ハマースミス駅 (ピカデリー線、ディストリクト線)
ハマースミス駅（ハマースミスえき、英語: Hammersmith station）はロンドンのハマースミスにあるピカデリー線とディストリクト線の駅である。当駅はトラベルカード・ゾーン2に属する。
当駅と同名のハマースミス駅 (ハマースミス&シティー線、サークル線)は当駅の北西に道を挟んで所在しており、ハマースミス&シティー線とサークル線が乗り入れている。
当駅のエレベーターは2013年の年末までに交換された。これによってハマースミス・ブロードウェイにある出入り口からプラットホームまでバリアフリーになった。

## 歴史
当駅は1874年9月9日にアールズ・コート駅から延伸し西側のターミナル駅としてディストリクト鉄道（DR、現在のディストリクト線）によって開業した。1877年に途中駅となる。

## 近隣
- ノボテルロンドンウェスト（こちらとこちらも参照）

## バス路線
ロンドンバスの9、10、27、33、72、190、209、211、220、266、267、283、295、391、419、485、H91系統と、深夜バスのN9、N11、N97系統が発着する。

## 隣の駅
ロンドン交通局
ロンドン地下鉄
■ピカデリー線
早朝深夜のみ
バーロンズ・コート駅 - ハマースミス - ターナム・グリーン駅
通常
バーロンズ・コート - ハマースミス - アクトン・タウン駅
■ディストリクト線
イーリング支線
バーロンズ・コート - ハマースミス - ラベンズコート・パーク駅